# 브랜던 커리

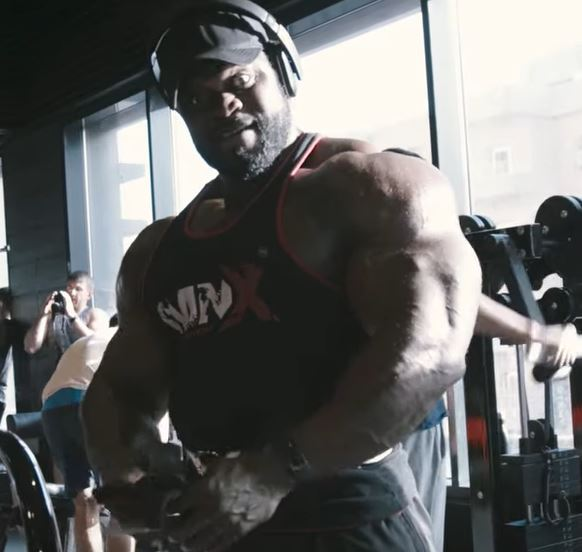

브랜던 커리(영어: Brandon Curry, 1982년 10월 19일 ~ )는 미국의 헤비급 전문 보디빌더이다. 키는 173cm으로 헤비급 보디빌더로서는 키가 작은 편이다.

## 일화
디시인사이드에서 사진 또는 음성 합성을 통해 재미를 주는 소재인 필수요소로 사람들에게 알려지게 되었다. 필수요소가 된 계기는 근육 몸매를 상하좌우 대치를 시켜놓은 모습이 스타크래프트의 드라군과 흡사하다는 것이였다. 이후 흑드라군이라는 별명으로 디시인사이드의 필수요소 합성에 사용되고 있다.